# بومی‌ها (فیلم ۲۰۱۸)
بومی‌ها یا محلی‌ها (به انگلیسی: The Domestics) فیلمی محصول سال ۲۰۱۸ و به کارگردانی مایک پی. نلسون است. در این فیلم بازیگرانی همچون تایلر هوچلین، کیت باسورث، لنس ردیک، سونویا میزونو، دانا گوریر، توماس فرانسی مورای و دیوید دستمالچیان ایفای نقش کرده‌اند.